# Bulbophyllum bracteatum
Bulbophyllum bracteatum är en orkidéart som först beskrevs av Robert Desmond David Fitzgerald, och fick sitt nu gällande namn av Frederick Manson Bailey. Bulbophyllum bracteatum ingår i släktet Bulbophyllum och familjen orkidéer. Inga underarter finns listade i Catalogue of Life.